# Astragalus ensiformis
Astragalus ensiformis — вид квіткових рослин з родини бобових (Fabaceae). Ареал охоплює такі країни: США (Юта, Невада, Аризона).

## Середовище
Це багаторічна трав'яниста рослина, що росте в угрупованні піньйон-ялівець, серед чагарників солончакової пустелі, на гравійних глинистих схилах пагорбів, рівнинах та ярових обривах, зазвичай на вапняку. Наразі немає відомих серйозних загроз для цього виду.